# 丈六道村
丈六道村（じょうろくどうむら）は、かつて岐阜県安八郡に存在した村である。
現在の安八郡神戸町丈六道に該当する。

## 歴史
- 1889年（明治22年）7月1日 - 町村制により丈六道村が発足。
- 1897年（明治30年）4月1日 - 田村、横井村、安次村、白鳥村と合併し、北平野村が発足。同日丈六道村は廃止。